# Werner von Erdmannsdorff
Werner von Erdmannsdorff (26 de julio de 1891 - 5 de junio de 1945) fue un general en la Wehrmacht durante la II Guerra Mundial. Fue condecorado con la Cruz de Caballero de la Cruz de Hierro. Estuvo casado con Helene née von Tschirsky und Bögendorff (1895-1982).
Como último comandante del LXXXXI Cuerpo de Ejército en Yugoslavia, Erdmannsdorff se rindió a las tropas británicas en mayo de 1945.
Fue extraditado a Yugoslavia y ejecutado sin juicio el 5 de junio de 1945 por partisanos yugoslavos en Liubliana, junto con los generales Gustav Fehn (XV Cuerpo de Montaña), Friedrich Stephan (104.º División Jäger) y Heinz Kattner (Feldkommandant de Sarajevo).
Era el hermano mayor del general Gottfried von Erdmannsdorff, que sería ahorcado en Minsk en enero de 1946 por crímenes de guerra.

## Condecoraciones
- Cruz de Caballero de la Cruz de Hierro el 8 de marzo de 1942 como Oberst y comandante del Infanterie-Regiment 30 (mot.)[2]